# جون ماسون (مصرفي)
جون ماسون (بالإنجليزية: John Mason) هو مصرفي أمريكي، ولد في 1773، وتوفي في 26 سبتمبر 1839.